# الكوكب 10

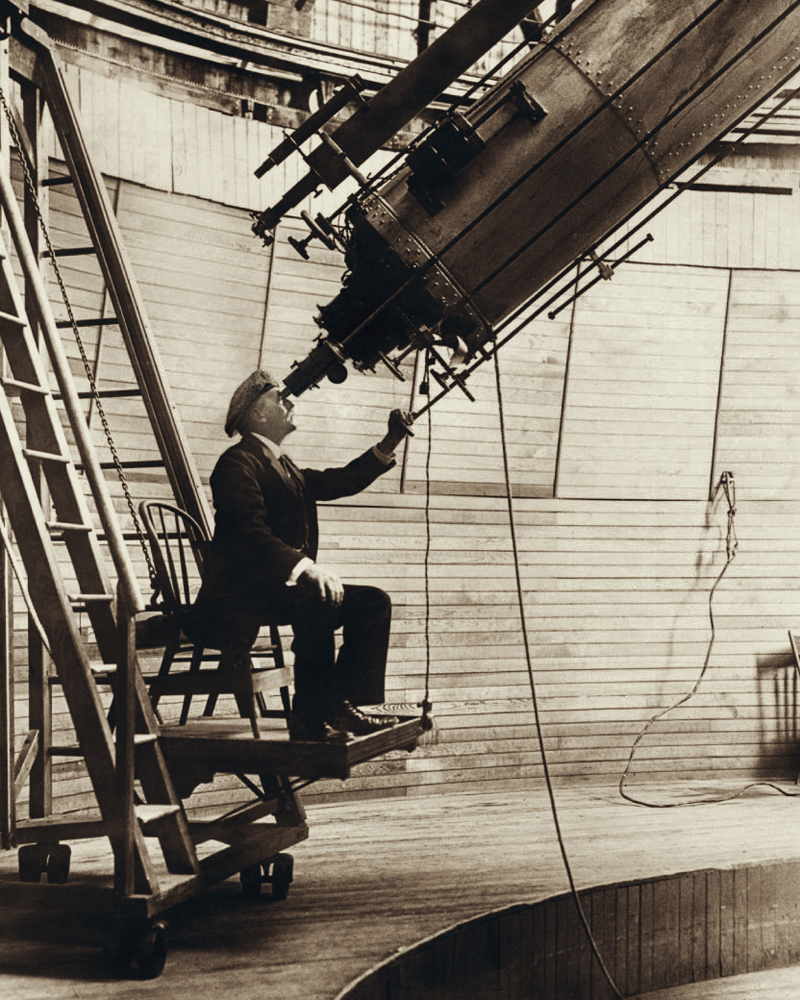

الكوكب العاشر : هو الاسم الذي يطلق على الكوكب الافتراضي الذي يقع وراء كوكب نبتون، ويمكن اعتباره الكوكب التاسع في النظام الشمسي. 
بعد اكتشاف كوكب نبتون عام 1846، ظهرت العديد من التكهنات التي تشير إلى وجود كوكب أخر والذي يوجد في الخارج والذي بدأ مساره في الظهور.
بدأت الدراسة في أواسط القرن التاسع عشر وقد بلغت الدراسة في أوائل القرن العشرين عندما قدم عالم الفلك بيرسيفال لويل فرضية الكوكب العاشر لشرح التباين الواضح في مدارات الكواكب العملاقة في النظام الشمسي، خصوصا أورانوس ونيبتون وهذا من شأنه وجود كوكب غير مرئي في المسارات المدارية من 25000 سنة وكان أورانوس هو سبب عدم الانتظام في المدار.
لقد اكتشف بلوتو من قبل كلايد تومبو عام 1930، والذي بدأ بالتحقق من صحة فرضية لويل، وكان يعتبر بلوتو الكوكب التاسع رسميا حتى عام 2006.
وفي عام 1978 اعتبر بلوتو من الكواكب الصغيرة الخطرة التي يمكن أن تؤثر على الكواكب الغازية العملاقة، الأمر الذي أدى إلى بحث موجز عن كوكب العاشر، ولكن تخلي عن هذا البحث بشكل عام في عقد التسعينات، عندما اجريت دراسات للقياسات من خلال المركبة الفضائية فويجر أظهرت أن الاختلافات الموجودة في المسار الخاص بأورانوس يمكن أن يفسر وجود مبالغة طفيفة في كتلة نبتون.
وبعد عام 1992 اكتشف العديد من الاجسام الجليدية الصغيرة على مدارات مماثلة حتى أكبر من بلوتو، مما قاد جمعية علماء الفلك لمناقشة وضع بلوتو بالنسبة إلى وضعية الكواكب الأخرى وإذا كانت من الحالة المجاورة للكيانات العابرة لمدار نبتون تمثل الكويكبات التي لديها درجة من الخصوصية، ورغم أن بعض الكواكب الأكبر من هذه المجموعة وصفت من قبل العلماء في اكتشافهم للكواكب، فقد صنف الاتحاد الفلكي الدولي بلوتو في عام 2006، والكواكب المجاورة الأكبر في مثل الكواكب القزمية، وبالتالي أمكن القول أن النظام الشمسي يضم ثمانية كواكب فقط.
واليوم، أصبح المجتمع الفلكي يقبل إلى حد كبير أن الكوكب العاشر غير موجود كما كان يعتقد أصلا، ولكن هذا المفهوم من الكوكب العاشر قد تناوله عدد من علماء الفلك لشرح الشذوذ الملاحظ في محيط الكوكب، وفي النظام الشمسي في الثقافة الشعبية أصبح علماء الفلك يستخدمون الكوكب العاشر رمزا لكوكب غير معروف في النظام الشمسي الخارجي، بشكل مستقل عن علاقته بفرضية لويل. وقد صدرت أيضا افتراضات بشأن وجود كواكب أخرى متنقلة استنادا على أدلة مختلفة، كان آخرها الكوكب التاسع.
المحتويات
•	  
•	 
o	2.1  
o	2.2  
o	2.3  
o	2.4  
o	2.5  
o	2.6 

التكهنات التي وضعت في وقت مبكر:

وفي عام 1840 استخدم عالم الرياضيات الفرنسي أوربان لوفيري قوانين نيوتن الحركية لتحليل الاضطرابات الموجودة في مدار أورانوس وافترض أنها ناتجة عن وجود قوة جاذبية لكواكب لم يتم اكتشافها وتوقع وفيريي موقع هذا الكوكب الجديد، أرسل حساباته إلى الفلكي الألماني يوهان غوتفريد جالي في 23 سبتمبر 1846، بعد تلقي هذه الرسالة تبنى جالي وتلميذه هاينريش وجهة نظر نيتون، حيث كان فيريي قد تنبأ بذلك ولكن كانت هناك تناقضات طفيفة في مدارات الكواكب الغازية العملاقة، واعتبر ذلك كدليل على وجود كوكب أخر يدور وراء نبتون.
حتى قبل اكتشاف نبتون، كان بعض العلماء قد تكهنوا أن الكوكب لم يكن كافيا في حد ذاته لتفسير التناقض. وفي 17 نوفمبر 1834 طبقا لما ذكره الهواة البريطانين سنجد أن توماس جون هاسي قد أجرى محادثة مع عالم الفلك الفرنسي أليكسيس بورفارد وجورج بيدل ايري الفلكي الملكي البريطاني وقال هاسي أنه اقترح على بوفارد أن الحركة الغير عادية في أورانوس يمكن أن ترجع إلى جاذبية كوكب غير معروف وقد أجاب بوفارد أن هذه الفكرة جاءت له وهو في مناظرة حول هذا الموضوع مع بيتر أندرياس هانسن مدير مرصد سيبرج غوتا، ورأي هانسن أن ذلك لا يمكن أن يفسر على نحو كاف حركة أورانوس والذي وضع نظرية فردية لاثنين من الكواكب التي كانت وراء أورانوس.
في عام 1848، أثار جاك بابينت اعتراضا على حسابات وفيريي، والذي أشار إلى أن الكتلة المرصودة لنبتون أصغر من المدار العلوي وقد أشار وفيري في البداية إلى أنه يمكن الاستناد على هذا الافتراض إلى حد كبير في الطرح، وقد ندا وفيري بتنبي فرضية بانينت وقال أننا لا يمكننا أن نحدد موقع الكواكب الأخرى، إلا أن هذه الافتراضات تسبب الكثير من الخيال.
وفي عام 1850، أشار جيمس فيرغسون، المساعد الفلكي في مرصد البحرية الأمريكية أنه فقد الكائن الملاحظ GR1719k وقد أشار ماثيو موري، مدير المرصد إلى وجود دليل على وجود كوكب جديد إلا أن الأبحاث اللاحقة فشلت في التوصل إلى الكوكب في وضع مختلف.
وفي عام 1878 أشار بيترز C.H.F مدير مرصد هاملتون بكلية نيويورك أن النجوم لم تختلف وأن النتائج السابقة قد تعرضت لخطأ بشري
وفي عام 1879 أشار كاميل فلاماريون إلى المذنبين 1862 الثالث و 1889 الثالث، وكان افيليون قد أشار إلى 47 و49 AU ، واقترح أن ذلك قد يوهمنا بوجود كوكب غير معروف في المدار البيضاوي الشكل وقد أشار الفلكي جورج فوربس إلى تخليص الأساس الذي يضم اثنين من الكواكب الموجودة خارج نبتون.
استنادا إلى حقيقة أن الأربعة المذنبات لها الأوج يقدر بحوالي حوالي 100 AU والأوج حوالي 300 AU، فقد تم حساب العناصر المدارية استنادا على زوج من الافتراضات حول كوكب نبتون وتم عمل توافق بين هذه العناصر التي تم استنتاجها بشكل مستقل من قبل فلكي أخر وهو ديفيد بيك تود وقد اقترح عدد من الفلكين صحة ذلك إلا أن هناك عدد من المشككون أشاروا إلى أن مدارات المذنبات المحددة لا تزال غير مؤكدة ولاتزال بحاجة لتحقيق نتائج كبيرة.
في عام 1900 وعام 1901، أجرى مدير مرصد جامعة هارفارد، وليام هنري بيكرينغ، دراسة فحص موقع الكواكب العابرة لمدار نبتون والتي أجريت في البداية من قبل الفلكي الدنماركي هانز إميل وتمت دراسة المدار الخاص ببيانات أورانوس 1690-1895 
وتم تلخيص وضع كوكب نبتون وأنه لا يمكن تفسير الاختلاف الموجود في المدار، وتم افتراض وجود كوكبين مسئولين، وتم عمل البحث الثاني عندما اقترح غابريل داليت وجود كوكب نبتون في مسار خاطئ 47 AU يمكن أن تفسر حركة أورانوس ووافق بيكرينغ على دراسات لوحات العثور على الكواكب المزعومة ومع ذلك لم يتم العثور على أي شيء منها.
وفي عام 1909 أشار توماس جيفرسون جاكسون سي وهو عالم فلك له شهرة كبيرة باعتباره معتزل منفرد، اعتبر أنه يمكن دراسة واحد أو ربما اثنين أو ثلاثة كواكب خارج نبتون"، ونم وضع المسافات الموجودة لكل منهم 42 و 56 و 72 AU لتحديد بُعدهم عن الشمس، وتم تحديد موقع مؤقت لأول كوكب "أوقيانوس". ولم يعط إشارة إلى الكيفية التي تحدد وجودها، ولم يتم عمل أي بحث لتحديد أي موقع معروف.
وفي عام 1911، اقترح عالم الفلك الهندي فينكاتيش ب. كيتاكار وجود كوكبين عبر نبتون أطلق عليهما اسم «براهما» و «فيشنو»، إعادت صياغة الاتجاهات التي لاحظها بيير سيمون لابلاس على أقمار كوكب المشتري، وتطبيقها على الكواكب الخارجية.
أقمار غاليلي الداخلية الثلاثة من المشتري - أيو، أوروبا وجانيميد - هي محاطة بصدى معقد من 1:2:4 وتعرف باسم صدى لابلاس وقد اقترح كيتاكار أورانوس، ونبتون، وهذه الكواكب الافتراضية عبر نيوتن كانت محاطة بصدى لابلاس وكانت هناك توقعات بوجود مسافة يبلغ متوسطها 38.95 AU والفترة المدارية 242.28 سنة أرضية (الرنين 03:04 مع نبتون).
عندما تم اكتشاف بلوتو بعد 19 عاما، كان متوسط المسافة 39.48 AU ومدارتها من 248 سنة قريبة من تنبوء (وكان تردد بلوتو 2:3 مع نبتون) كيتاكار، حيث توقع العناصر المدارية بخلاف المسافة والمدة المتوسطة. إلا أن طريقة الحصول على هذه الأرقام من قبل كيتاكار غير واضحة، ولم يتم تحديد كوكبها الثاني، فيشنو،
العمل على الكوكب العاشر:
البحث الخاص ببيرسيفال لويل:
قام بيرسيفال لويل، المعروف باسم المؤيد الرئيسي للقنوات المريخية، ببناء مرصد خاص في فلاجستاف بأريزونا. وأطلق على كوكبه اسم افتراضي هو «الكوكب العاشر». أجرى العديد من الأبحاث للعثور عليه، ولكن دون نجاح.
وكان أول بحث قام به لويل عن الكوكب العاشر انتهى في عام 1909، ولكن في عام 1913 بدأ بحثا ثانيا مع توقعات جديدة الكوكب العاشر: 1850-01-01، خط الطول 11.67 درجة، خط بيريهليون 186، الانحراف 0.228، يعني المسافة 47.5 AU ، خط الطول للعقدة 110.99 درجة، الميل 7.30 درجة، كتلة 1/21 000 من كتلة الشمس (أي ما يقارب 16 مرة من الأرض وأورانوس ونبتون).
وكان لويل قد قام بالتعاون مع علماء آخرين، بالسعي للتوصل لهذا الكوكب بين عامي 1913 و 1915. إلا أن ذلك كان عبثا وفي عام 1915 نشر لويل النتائج الافتراضية على كوكب العاشر. وفي نفس العام، 1915، تم تسجيل صورتين ضعيفتين من بلوتو في مرصد لويل، ولكن لم يعترف بهما قط على هذا النحو حتى بعد اكتشاف بلوتو في عام 1930
وهكذا، فإن البحث عن كوكب جديد خارج نبتون ظل غير ناجح، وقوبلت جهود لويل بالفشل، خلال العامين المتبقيين من حياته، قضى القليل من الوقت في البحث عن كوكب العاشر، وتوفي لويل في عام1916
بدأ البحث الثالث عن الكوكب العاشر في أبريل 1927. لم يحرز أي تقدم في 1927-28. وفي ديسمبر عام 1928 تم توظيف صبي صغير وعلماء الفلك الهواة من كانساس، كلايد وليام تومبو، لتوجيه الدراسة. بدأ تومبو عمله في أبريل 1929، وأطلق سلسلة ثالثة من الصور، انتهت في 29 يناير 1930.
و في 18 فبراير وبعد فحص ومقارنة مئات الصور، تم التوصل لوجود كوكب جديد من خلال مقارنة صورتين تم التقاطهما في 23 و 29 يناير. وسيتم تأكيد الاكتشاف بعد شهر واحد، ويدعى الكوكب بلوتوو. انتهت عملية البحث عن الكوكب العاشر
كواكب بيكيرينغ:
كان ويليام هنري بيكيرينغ، في عام 1919، قد توقع وجود ومكان كوكب جديد، اسمه بلانيت O، على أساس الشذوذ تقاس في مدارات أورانوس ونبتون، ولكن البحوث في مرصد مونت ويلسون، لم تسفر عن أي نتائج.
وقد استخدم بيكيرينغ، التحليل الرسومي، وأشار إلى أن الكوكب "O" يدور حول 51.9 وحدات فلكية (UA) مع فترة 373.5 سنة، كتلة الأرض مزدوجة وحجم 11، 5-14. على مدى السنوات ال 24 المقبلة، واقترح بيكيرينغ وجود ثمانية كواكب أخرى من المدارات المتنقلة. نتائج بيكيرينغ دفعت جان-بابتيست غايوت لمراجعة المسافات المدارية من اثنين المدارات المتنقلة من 44 و 66 AU، مما يعطيهم 5 و 24 كتل الأرض على التوالي.
و بين عامي 1908 و 1932، اقترح بيكرينغ سبعة كواكب افتراضية O، P، Q، R، S، T و U تحدد العناصر النهائية لـ O,P للهيئات المختلفة تماما عن تلك التي تم حسابها في الأصل. وبالتالي كان المجموع تسعة كواكب، وبالتأكيد تم تسجيل توقعات وجود الكواكب التي دارت حولها معظم تنبؤات بيكيرينغ وكان دافعها الفضول التاريخي وفي عام 1911، اقترح بيكيرينغ أن الكوكب Q كان لديه كتلة من 20,000 كتلة الأرض، أضخم 63 مرة من كوكب المشتري، أي ما يعادل 1/6 كتلة الشمس (الحد الأدنى من كتلة النجم، وقد توقع بيكيرينغ أن الكوكب Q كان مدار بيضاوي الشكل للغاية.
وفي السنوات التالية تم التعامل مع كوكب p على محمل الجد، وفي عام 1928 تم خفض المسافة من P من 123 إلى 67.7 AU ، والفترة من إلى 556.6 سنة. أعطى P كتلة أكبر 20 مرة من الكتلة الأرضية وحجم 11. في عام 1931، بعد اكتشاف بلوتو، تمت الإشارة إلى انتشار المدار البضاوي الشكل الأخر للكوكب P : مسافة 75.5 AU خلال فترة 656 سنة، وكتلة 50 كتلة الأرض، والانحراف 0.265، الميل 37 درجات. حول القيم المحسوبة في عام 1911.
وبالنسبة للكوكب S فقد تم افتراض وجوده في عام 1928 وتم حساب العناصر في عام 1931 وتم تحديد مسافة 48.3 AU (قرب كوكب لويل العاشر إلى 47.5 AU) فترة 336 سنة، 5 كتل الأرض وحجم 1511.
و في عام 1929، اقترح بيكيرينغ كوكب "U" مع مسافة 5.79 AU. وفترة 13.93 سنوات، وهذا هو خارج مدار كوكب المشتري. وكانت كتلتها 0.045 كتلة الأرض وانحرافها كان 0.2611.
وأخر الكواكب الافتراضية التي وضعها بيكيرينغ باقتراح الكوكب T واقترح في عام 1931 مع مسافة 32.8 AU وفترة 188 سنة.
اكتشاف بلوتو:
توفي بيرسيفال لويل عام 1916 وترك في وصيته أن هدفه مواصلة البحث دون قلق من أي مشاكل مالية إلا أنه كانت هناك مشاكل حول الميراث حيث تمكنت زوجته في النهاية من تخفيض ميزانية المرصد.
و بعد عشر سنوات في وقت لاحق، حصل المرصد على صك جديد، من هابيل لورانس لويل، وهو شقيق بيرسيفال لويل، تشارترد حيث تبرع بعشرة آلاف دولار لبناء تلسكوب 13 بوصة وقد اجرى توملو ذلك وقام بتجريب هذه المهمة الثقيلة لرسم الخرائط الدقيقة للسماء والبحث عن الكوكب العاشر.
وقد أعاد تومبو ترتيب خطة العمل وافترض وجود ثلاثة بدلا من اثنين من أجل زيادة فرص إدراك حركة الكواكب، وكانت السلسلة الثالثة من الصور تنتهي في 29 يناير 1930 وتبدأ بتحليل لوحات التصوير الفوتوغرافي.
وفي 18 فبراير في الساعة الرابعة عصرا، لاحظ نقطة من الحجم +15 تتحرك من لوحة إلى أخرى على صورتين التقطتا في 23 و 29 يناير. قام فريق مرصد لويل، بعد التقاط صور أخرى لتأكيد هذا الاكتشاف، بإرسال الأخبار إلى مرصد كلية هارفارد في 13 مارس 1930 واطلق على هذا الكوكب اسم بلوتو.
في هذا الوقت كان بلوتو بعيدا ولا يمكن تحديد قطره بدقة ولكن انخفاض لمعانها وعدم وجود قرص واضح تشير إلى هيئة صغيرة نوعا ما، مقارنة بحجم الكواكب تيلوريك المعروف، وربما أكبر من عطارد ولكن لا يزيد عن المريخ طبقا لما كان معتقد في ذلك الوقت.
وهكذا يصبح من الواضح بسرعة أن بلوتو لا يمكن أن يكون مصدر الاضطرابات في مدار نبتون وأورانوس. وقد عمل كلايد تومبو وغيره من علماء الفلك على البحث عن الكوكب العاشر لمدة 12 عاما، ولكن فقط اكتشاف الكويكبات والمذنبات قاد الفلكيون لتخيل وجود العديد من الكيانات الأخرى المماثلة لبلوتو والتي يمكن أن تدور حول الشمس خارج نبتون.
ويعتقد أن النظام الشمسي يمكن أن يتكون من عدة مناطق لإعادة تجميع الاجسام السماوية في مجموعات وكوكب الأرض والكواكب العملاقة وكائنات نيتون الفائقة، هذه الفرضية سوف تكون رسمية في وقت لاحق في الأربيعينات والخمسنيات من قبل كينيث إدجيورث ثم جيرارد كويبر، ويعرف الآن باسم حزام كويبر.
فقد بلوتو اسم الكوكب العاشر:
كتلة بلوتو المقدرة:
العام	الحجم	الملاحظ
1931	يبلغ حجم الأرض	ونيكلسون وميلون
1948	0.1 (1/10) من حجم الأرض	كويبر
1976	0.01 (1/100) من حجم الأرض	كروكشانك، بيلشر، وموريسون
1978	0.002 (1/500)من حجم الأرض	كريستي وهارينغتون
وبخيبة أمل ومفاجأة لم يتمكن العلماء من رؤية أي قرص مرئي لبلوتو بل ظهر فقط كنقطة، وليس مختلف عن النجم ولكن بسعة 15 مرة فقط، أي ست مرات أقل مما توقعه لويل، مما يعني أنه إما صغير جدا أو مظلم جدا.
```
ومنذ أعمال لويل اعتقد علماء الفلك أن بلوتو كان ضخم بما فيه الكفاية لتعطيل الكواكب، ولكن افترضوا أنه يجب أن يكون هناك البياض 0.07 (بمعنى أنه يعكس 7 % فقط من الضوء المستلم)، وكان الظلام مثل الاسفلت مثله مثل عطارد والذي يشكل الكوكب المنعكس الاقل شهرة.
```

وهذا من شأنه أن يعطي بلوتو قطر افتراضي 8,000 كم، حوالي 60٪ من حجم الأرض، وقد كشفت الملاحظات أن مدار بلوتو بيضاوي الشكل وهو أكبر بكثير من أي كوكب أخر.
ويشكك بعض علماء الفلك بمركز كوكب بلوتو. بعد فترة وجيزة من اكتشافه في عام 1930، حيث اقترح أرمين O ليوسنر الانحراف المداري المظلم والكبير الواضح باعتباره كويكب أو مذنب وكانت النتيجة التي توصل لها لويل تؤكد على الانحراف الكبير الذي تم الإعلان عنه في 5 أبريل ويمكن أن يكون هذا الكوكب قد تعطل مداره بسبب قربها من كوكب كبير مثل كوكب المشتري، أو أنها يمكن أن تكون واحدة من العديد من الكائنات الكوكبية في وقت طويل ليتم اكتشافها، أو كائن مذنب خفيف.
وفي عام 1931 أشار أرنست براون إلى استخدام صيغة رياضية ومخالفة لمدار أورانوس ولا يمكن أن تكون النتيجة ذات تأثير على جاذبية الكوكب والتنبؤ المزعوم العرضي البحت.
و في منتصف القرن العشرين، تم تعديل كتل بلوتو إلى أسفل. وفي عام 1931، وقام نيكولسون وميال بحساب الكتلة وتم الاستناد على افتراضات عملاقة غازية وتم حساب حجم الأرض التقريبي، وفي عام 1949 قام ديل كرويكشانك، وكارل بيلشر، وديفيد موريسون في جامعة هاواي بحساب سطح بلوتو وتقرر أنه يجب أن يحتوي على الميثان، وهو عاكس جدا.
وهذا يعني أن بلوتو، بعيدا عن الظلام، حيث كان في الواقع مشرقا بشكل استثنائي، وبالتالي ربما لا يزيد عن 0.01 كتلة من الأرض.
تم تاكيد وجود بلوتو أخيرا بشكل نهائي في عام 1978، عندما يكتشف عالم الفلك الأمريكي جيمس و. كريستي قمره تشارون. وتم التعاون مع روبرت سوتون هارينغتون من المرصد البحري الأمريكي، لقياس كتلة نظام بلوتو وتشارون مباشرة من خلال مراقبة الحركة المدارية للقمر حول بلوتو.
وخلصوا إلى أن كتلة بلوتو تبلغ 1.31 × 1022 كيلوغراما، أو نحو خمسمائة من حجم الأرض أو السادسة من سطح القمر، وصغيرة جدا بحيث لا يمكن أن تسجل الانحرافات التي لوحظت في مدارات الكواكب الخارجية. وقد قام لويل «بالتنبؤ» مصادفة. بأنه إذا كان هناك الكوكب العاشر، فلن يكون بلوتو.
البحث بعد بلوتو: 
في عام 1978، أشار كلا من ريتشارد هارينغتون وتوماس فان فلاندرس (وهم اثنين من علماء الفلك البحري الأمريكي في واشنطن) إلى أن مدارات نبتون وأورانوس بها اضطراب وافترضوا أن ذلك بسبب سحب الجاذبية من جسم سماوي غامض لا يزال مجهول الهوية، وكانت هناك أجسام سماوية مثل الكوكب المعروف باسم الكوكب العاشر ، وهذا الكوكب الغامض كان قد طرد بلوتو وشارون من مواقعهم القديمة (كأقمار صناعية نبتون). وطبقا لتقرير أعدته هارينغتون في المرصد البحري في أغسطس 1988، الذي سيتراوح بين ثلاثة وأربعة أضعاف حجم الأرض، كان تحاصره الشمس في مدار غريب الأطوار (30 درجة) على الكسوف، مع تواتر من 300 3 إلى 3600 سنة، وفي عام 1992 ادعى نفس العلماء أن هناك بالفعل الكوكب العاشر موجود في النظام الشمسي.
وفي يناير 1981، ذكر عالم فلكي من المرصد الوطني لعلم الفلك اللاسلكي أنه لاحظ وجود اضطرابات في مدار بلوتو، مما يشير إلى وجود كوكب غير معروف داخل النظام الشمسي
و في عام 1983، رصد تلسكوب الفضاء إيراس (من على متن قمر صناعي أمريكي) كائن غير معروف في الفضاء البعيد وذكرت هذه الملاحظة في صحيفة واشنطن بوست في 30 ديسمبر 1983
التي نشرت في مقابلة مسؤول إراس. وأعلن أنه تم اكتشاف جسم سماوي - قادر على الوصول إلى كوكب المشتري وكوكب الأرض وقادر على أن يكون موجها نحو الأرض إلى نقطة كونه جزءا من النظام الشمسي، نحو كوكبة أوريون، بواسطة التلسكوب في المدار. 
ومع ذلك، كشف مزيد من التحليل أن من بين العشرة أجسام مجهولة الهوية، كانت المجرات التسعة البعيدة، في حين أن العاشرة كان الحمض بالأشعة تحت الحمراء. لم يتم تحديد أي من هذه الكائنات ككائن سماوي ينتمي إلى النظام الشمسي.
وفي عام 1984 كان ريتشارد مولر يعمل في جامعة كاليفورنيا في بيركلي، وأعرب عن فرضية الحتمية واصفا الانقراض الدوري الأنواع على الأرض بسبب أمطار المذنب.
وفي العام التالي، في عام 1985، كان د. ويتمير، J. ماتيسي ولويس والتر ألفاريز (قد تحدث لأول مرة عن ذلك في عام 1979 في مقال عن اختفاء الديناصورات نتيجة تأثير الكويكب) تنبعث من «نظرية نيميسيس»، سوبدكتيون وجود «النجم أو الكوكب القاتل» والتي من شأنها أن تعود بشكل دوري مع سربها من النيازك والتي تتسبب في الطوفان والانقراض، بما في ذلك الديناصورات .... النجم العدو : هو الكوكب الافتراضي العاشر .
في عام 1987، أظهر رسم بياني - نشر في نيو ساينس وموسوعة الاختراع – وموقع تحقيقات بايونير 10 وبايونير 11 فيما يتعلق باثنين من الأجرام السماوية غير المدرجة رسميا: النجوم المنقرضة والتي تقع ي 537 وحدة فلكية، و "كوكب غير معروف، ويقع عند 0.05 أو من الشمس.
وفي العام نفسه، اعترفت ناسا رسميا بوجود هذا الأخير، وقد انعكست هذه المعلومات في نيوزويك، وذكرت أن ناسا الفرضية المرتبطة بوجود هذا الكوكب.
«في الأسبوع الماضي ، أدلت ناسا ببيان غريب: عن وجود كوكب عاشر ، غريب الأطوار، يمكن أن يكون في المدار (أو لا) حول الشمس» 30. ومع ذلك، تجدر الإشارة إلى أن هذه الفرضية لم يتم التحقق من صحتها بشكل نهائي.
في عام 1988 قام جاكسون وكيلين أر إم بعمل دراسة لاستقرار الصدى الخاص ببلوتو مع نبتون من خلال وضع افتراضية الكوكب العاشر مع النموذجة الحاسوبية التجريبية التي تعمل على قياسات الكميات الفيزيائية / الظواهر التي تؤثر على المسار النظري، والكتل المختلفة والمسافات المختلفة على بلوتو.
مدارات بلوتو ونبتون في الرنين 3: 2، مما يمنع اصطدامها أو حتى أي نهج، مهما كان فصلهم على طول المحور Z. ووجد أن كتلة الكائن الافتراضي يجب أن تتجاوز 5 كتل. وتمت دراسة انكسار الرنين ومساحة المعلمات الواسعة جدا، لهذه المجموعة الكبيرة والمتنوعة من الكائنات التي يمكن أن تكون موجودة خارج بلوتو دون اضطراب الصدى.
رنين نبتون بلوتو 3: 2. وهذه هي المرة الأولى التي تم الكشف عن نبتون بلوتو 3: 2 الرنين حيث تخطت الكواكب وراء بلوتو مع الكتلة من 0.1م و1.0 للأرض في المدار في 48.3 و 75.5 AU على التوالي ولا يوجد اضطراب في الرنين 2:3.
تمت التجارب مع الكواكب و 5 كتل أرضية مع المحاور النصف رئيسية من 52.5 و 62.5.
```
إنكار وجود الكوكب العاشر
```

توفي هارينغتون في يناير 1993 دون أن يجد الكوكب العاشر. قبل ستة أشهر، استخدم E. مايلز ستانديش بيانات من فوياجر2، عندما تم رسم حلقات نبتون في عام 1989، والتي عدلت الكتلة الإجمالية للكوكب بنسبة 0.5٪، وهي كمية مماثلة لكتلة المريخ 18، لإعادة حساب تأثير الجاذبية على أورانوس.
عندما تم استخدام الكتلة الجديدة التي تم تحديدها لنبتون في التقويم الفلكي في مختبر الدفع النفاث، اختفت التناقضات المفترضة في مدار أورانوس، ومعهم الحاجة إلى الكوكب العاشر
والبوم بالنسبة لمعظم العلماء كان الكوكب العاشر متوافق مع ما وصفه لويل.
الأبحاث المستقبلية المقترحة:
على الرغم من أن معظم علماء الفلك يوافقون على أن كوكب لويل العاشر غير موجود، فإن عددا منهم قد أعاد فكرة أن الكوكب غير المرئي الكبير يمكنه أن يخلق تاثيرا جانبي يمكن ملاحظته على النظام الشمسي الخارجي، وكثيرا ما يشار إلى هذه الكائنات الافتراضية باسم «الكوكب العاشر»، على الرغم من أن تصميم هذه الكائنات قد تختلف كثيرا عن تلك التي اقترحها لويل.
حاول جون ماتيزي ودانيال ويثمير العثور على كوكب الأرض في سحابة أورت عام 1985 ووبين عامي 1985 و 1999، ونشرت حساباتهم. في عام 1999، وهي نظرية بديلة لجون موراي من الجامعة المفتوحة وجون ماتيزي، باتريك ويتمان ودانيال ويتمير من جامعة لويزيانا في لافايت حيث تم تقديم كوكب حجمه ثلاثة أضعاف حجم كوكب المشترى وتم حساب وبعده عن الشمس وتبين أنه يساوي 3000 UA ودرجة حرارة سطحه أقل من -240 درجة مئوية. اقترح هذه النظرية ردا على الكشف عن العديد من المذنبات ذات المدار المزعج ويمكن التوصل إلى نظرية الكواكب السوداء.
ومن خلال تحليل مدارات المذنبات 13 من سحابة أورت، أشار موراي إلى الكشف عن العلامات المنبهة للكائن الضخم الذي لا يمكن التهرب منه " حتى إذا لم يكن معروفا سوى 13 مذنب تم تحليلها بالتفصيل ودراسة الكواكب فقد كانت النتيجة الهامة التي تم التوصل لها أنه تم حساب فرصة واحدة فقط في 1700 سواء تم ذلك بسبب المصادفة أم لا ماتيزي حساب 82 المذنبات وكان لديه نفس النتيجة مع 25٪ منهم
وفي عام 2001، تم تقديم تقرير في علوم الاخبار تحت عنوان: المدار الفريد للمذنب ، يشير إلى وجود الكوكب الخفي ... ما وراء تسعة الكواكب المعروفة، مثل هذا الكائن الضخم المعروف باسم المريخ، وربما كان ذلك جزء من النظام الشمسي الموجود هناك.
في عام 2003، ذكر عالم الفلك اليساندرو موربيديلي من مرصد كوت دازور أنه يتوقع اكتشاف كوكب، مع مدار طويل جدا، يمكن أن تكون الفترة منذ آلاف السنين.
وفي الواقع، لوحظ أن حزام كويپر يبدو أنه يتوقف فجأة ، وهذا من شأنه أن يكشف عن أن كوكبا، وهو حجم المريخ، كان سيشكل في هذه المنطقة في بداية النظام الشمسي، أو أنه كان سيؤدي إلى تنظيف الجزء الخارجي من الحزام لأنه نما بسرعة أكبر.
2003: وجود سدنا
و في عام 2003، تم اكتشاف (90377) سدنا. والذي يحتوي على مدار غير مألوف، والتي لا تؤثر على نبتون أو أي كيان أخر من النظام الشمسي الداخلي لأنها بعيدة جدا ، وقد كان جون ماتيسي مولعا بهذا المدار وقرر مواصلة حساباته بمساعدة رودني غوميز وجاك ليساور. 
كما أن خصائص مدار سدنا يمكن أن تؤكد نظرية الكوكب البعيد والغريب الأخر الموجود في المنطقة الخارجية للنظام الشمسي.
كما أن هذا الكوكب لدية الكتلة التالية:
•	الأرض، سيكون حوالي 1000AU 
•	نبتون ، سيكون 2.000 AU 
•	جوبتر ، سيكون في النهاية 5.000 AU 
•	5 كوكب المشتري، فإنه سيكون في أكثر من 8000 UA ، والذي يقترب من الحسابات الأولى من ماتيسي.
يمكن للأجسام الأخرى ذات المدار الغريب أن تعزز أهمية هذه النظرية، مثل 2000 CR105 أو 2006 SQ372.
و بالنسبة لمعظم علماء الفلك، من الصعب جدا أن نتصور أن سدنا لا يمكنه الحفاظ على مثل هذا المدار الغريب والبيضاوي الشكل خلال هذه المليارات من السنين الماضية ، التي تتطلب المكانيكا السماوية والتي يمكنها تقليل هذا الانحراف التدريجي مع مرور الوقت وأن الجسم السماوي يتطلب في نهاية المطاف مدار دائري أكثر.
و لذلك «من المنطقي أن نفترض أن وجود كوكب سدنا يمكن أن يفسر من خلال تأثير الجذب غير المعروف في محيط النظام الشمسي، بسبب وجود عنصر غير معروف من الشمس». ولذلك فإن سدنا ستعاني من اضطراب جاذبية دورية بجسم ضخم، كان
من شأنه أن يحول دون تحول المدار إلى شكل أكثر طبيعية. واصل جون ماتيسي أبحاثه على الكيان الافتراضي وأصدر بيانا في أبريل 2010.
منحدر كوبير:
يبدو أن الرنين 1: 2 فرض حدا على امتداد حزام كويپر، الذي لا يعرف بعد سوى القليل عنه ومن غير المعروف ما إذا كان هذا هو الحافة الخارجية للحزام التقليدي، أو بداية فجوة كبيرة جدا. ومع ذلك، تم العثور على الأشياء في الرنين 2: 5، حوالي 55 AU وكان الهبوط المفاجئ لعدد من الأجسام عبر المسارات التي تم العثور عليها على بعد المسافة والمعروفة باسم جرف كويبر، غير متوقع تماما وغير مفسر في عام 2008. ولكن هذا اللغز سيتم حله من خلال وجود «كوكب جديد»، وهو جسم ضخم يمكن أن يمنع تمديد هذا الحزام وهي نفس العملية التي لاحظها لبيتا بيكتوريس وفومالهاوت بالفعل.
ووفقا للدراسات التي تستند إلى إحصاءات الاكتشافات، هناك نقص في الكائنات المتنقلة مع المدارات الدائرية على مسافات فوق 45 AU وعلاوة على ذلك، فإن الانخفاض في عدد الأجسام المتنقلة عبر نيبتونيان تتراوح بين 40-50 AU إلى المناطق النائية جدا، ووجود الكوكب العاشر لا يمكن أن يفسر هذه الظاهرة.
2005: نظرية هالة الكواكب
و في عام 2005 افترض الفلكي يوجين تشيانغ أن هذه الكواكب هي كما نعرفها اليوم، وتم استبعاد العديد من الكيانات التي تناولت التفاعلات الجاذبية، تركوا بعض النظام الشمسي لتصبح كواكب أو أشباح سوداء الكواكب، في حين أن البعض الآخر يدور في هالة حول النظام الشمسي، مع فترات مدارية من ملايين السنين.
ويكمن القول أن هذه الهالات تتراوح بين 1000 و 10000 AU من الشمس أو بين ثلث الثلاثين وحدة المسافة من سحابة أورت. وتم تقديم هذه النظرية في نيو ساينتست 23 يوليو 2005
وهذا قد يعني أن بيرسيفوني يمكن أن تكون جزءا من هذه الهالة.
```
2005: اكتشاف ايريس
```

وقد اكتشفت أشياء كبيرة مختلفة (أكبر من (1) سيريس مثل سدنا وأوركوس، وتم اكتشاف أجسام أصغر مثل بلوتو / شارون ولكن أيضا إيريس، لكنها لا تتطابق مع معايير البحث، وقد اتفق معظم علماء الفلك على أنها صغيرة جدا وأنها لا تمكنها أن تكون مخلة جدا، حتى أنها تسببت في خفض مستوى بلوتو، الذي هو الآن رسميا كوكب قزم، وبالتالي تقليل عدد الكواكب في نظامنا الشمسي إلى 8. سيتم قياس إريس أولا بنسبة 4٪ أكبر من بلوتو، ويقدر في نهاية المطاف أكبر 30 إلى 40٪ أكبر [المرجع. كما بلوتو، ويشار إليها الآن باسم «بلوتويدس»، والكيانات الكروية ، مع مدار حول الشمس ومتوسط المسافة إلى الشمس تزيد عن المسافة من نبتون.
وقد وصف إيريس أحيانا بأنها الكوكب العاشر، بعد اكتشافه. وأطلقت عليه وسائل الاعلام على نطاق واسع اسم «شينا» (المختار العاشر). ولم يحصل إريس على اسمه إلا بعد توضيح وضعه، وكان من واجبه في النهاية البت في وضع إريس الذي أدى إلى اعتماد تعريف أكثر دقة للكواكب. ضروري]. وكان الكائن الذي قدم بوصفه الكوكب العاشر مسؤولا في نهاية المطاف عن خفض رتبة واحدة كانت في المرتبة التاسعة منذ فترة طويلة
2008: سوبر بلوتو
وفقا لمجلة سيل وإسباس في مارس 2008، فقد كان من المرحج وجود كوكب في حجم كوكب الأرض الموجود في المنطقة الخارجية من النظام الشمسي، وقد تم اقتراح وجود هذا الكوكب من قبل باتريك ليكاوكا، من جامعة كوبي في اليابان، وتاداشي موكاي. ووفقا لعمليات المحاكاة العددية، وسيظل هذا الكوكب في حجم مشابه لحجم كوكب الأرض.
تم تقييم قطر «سوبر بلوتو» من خلال المحاكاة وتراوح بين 10,000 كم (الحد الأدنى) و 16,000 كم (الحد الأقصى). وبالتالي يمكن مقارنة قطرها مع قطر الأرض (12,756 كم)، وسيكون أكبر من ذلك من جميع الهيئات المكتشفة بالفعل وراء نبتون. ولكن كتلتها ستكون فقط 0,3-0,7 كتلة الأرض.
وبالمقارنة مع كواكب النظام الشمسي، ينبغي أن يكون مدار سوبر بلوتو يميل بقوة فيما يتعلق بمستوى الكسوف (بين ° 20 و ° 40) في مدارات الكواكب شبه دائرية ومنحدرة (وكان عطارد يمتلك ميل يقدر بنحو (7 درجة) وغريب الأطوار (0.2) بطريقة كبيرة). في حين أن هذه الأجسام سوف يكون لها مدار غريب الأطوار للغاية، على الأقل 80 AU (الذي هو بالفعل مسافة كبيرة، والتي تضم عدد قليل من الأشياء المباشرة المتناثرة التي تتجاوز 270 UA في أوجها.
ووفقا ليكاوكا، فإن هذا الكوكب الافتراضي سيكون بعيدا بما فيه الكفاية لترك معظم الأشياء الأخرى في مدار الرنين سليم ولكن قريبة بما فيه الكفاية لخطورتها للتأثير على بعض الكيانات وتوليد أهليتها لتكون كواكب منفصلة مثل سدنا.
ويعتقد لوكاوكا وموكاي أن التفاعلات الجاذبية هي نفسها التي تشكل مدارات الأقمار الصغيرة حول الكواكب، والتي لعبت دورا كبيرا في تطور مدار بلوتو الضخم. وتم العثور على هذه التفاعلات في عام 1962 من قبل الفلكي الياباني يوشيهيد كوزاي وتمت دراسة مدارات الكويكبات.
وقد تم التوصل إلى مجموعة من المدرات الكبيرة الموجودة في نفس المستوى التي يمكن أن تقلل الميل النسبي لمسار الجسم الأصغر ، وجعلها أكثر دائرية. وكان من الممكن أن يلعب نفس التأثير في مدار الكوكب العاشر.
وبالنظر إلى المسافة المفترضة من الشمس، سنجد أنها تشبه المتجانسات (كبوس وسبارس). حيث إنه عالم جليدي ذو سطح مشابه جدا لكوكب بلوتو القزم، ويتألف أساسا من خليط من الهيدروكربونات الخفيف (مثل الميثان) والأمونيا والجليد المائي (تكوين غالبية كتل حزام كوبير)
وطبقا لما قاله باتريك ليكاوكا ، سيتكون الكوكب في الواقع عبارة عن جسم صخري تحيط به عدة طبقات من الجليد". وأضاف أنه "نظرا لكونه باردا جدا، يجب أن يتكون سطحه من جليد الماء والأمونيا والميثان".
درجة حرارة سطح هذا الكوكب لا يمكن أن تتجاوز 50 كلفن.
وتم التوصل إلى أن هذا الجسم على بعد 8 ملايين سنة من مجال النظام الشمسي، في مجال الكواكب العملاقة الغازية، على نحو أدق في محيط المشتري. وفي هذا الوقت كان الكوكب الأخير أصغر وكان هناك تشكلات داخل سحابة الغبار التي سادت بعد ذلك في النظام الشمسي وكان هناك زيادة للكتلة وفي نهاية المطاف تم طرد سوبر بلوتو وراء كوبير.
وكان الاضطراب الموجود في هذا النظام يرجع إلى تعطل تنظيم حزام كوبير نحو 40 إلى 50 UA . وكان من شأنه أن يؤدي إلى جرف كويبر. ومن الصعب تفسير السبب في أن العديد من الأجسام لديها مدارات مائلة ومطولة بشكل كامل (أكثر غرابة) في مسافات تتراوح بين حوالي 40 و 50 AU
وفي الواقع، وبالنظر إلى بنية النظام الشمسي (كان هناك 8 كواكب وكوكب نبتون) يتوقع علماء الفلك العثور على الأجسام كويبر في هذه المنطقة وخاصة في المدارات دائرية تقريبا والواقعة في نفس المسار. وقد تم تقديم عدد من الملاحظات الأخرى حول الهياكل الموجودة في المنطقة 410-50 والتي تمثل بقايا الكوكب المتشكل محليا قبل ما يزيد عن 4 مليارات عام، ومن ثم يمكن لهذه الكائنات أن تقدم أدلة فريدة عن أصل وتطور النظام الشمسي.
ومع الأخذ في الاعتبار اضطراب الجاذبية لكوكب خارجي، وقد أشار باتريك صوفيا ليكوكا أن هذا الكوكب يمكن أن يفسر بشكل ملحوظ مدارات هذه الكواكب خلال المرحلة الأولى من النظام الشمسي (منذ أكثر من 4 مليارات عام).
وبعبارة أخرى يمكن القول أنه تم تعطيل مدارات العديد من أجسام كويبر في المنطقة المعروفة اليوم باسم «جرف كويبر» وهذا الأخير قد اكتسبت مدارات أكثر غرابة وأكثر وجودا.
2011: الحسابات عبر WISE
قام جون ماتيس ودانيا ويتمر بحساب مكان الكوكب الجديد كبير الحجم وأشار إلى أنه يمكن أن يكون في الجزء الخارجي من نظامنا الشمسي، المحيط الخارجي للسحابة أورت. هذا الكوكب الغازي سيكون أربعة أضعاف حجم كوكب المشتري، أكبر كوكب يدور حول الشمس في الوقت الراهن.
وقد توقع عالم الفيزياء الفلكية جون ماتيس ودانيال ويتمير وجود هذا الكيان من خلال دراسة مسار معين لبعض المذنبات عند دخولها للنظام الشمسي.
أطلقوا على مدار الكوكب المفترض اسم تيش تكريما لإله اليونان المسئول عن ازدهار المدن وسيكون على مسافة 15000 UA أكبر من بلوتو بنسبة 375.
ويعتقد العلماء أن البيانات الجديدة الصادرة من وكالة ناسا التي اعتمدت على الأشعة تحت الحمراء من مسح إكسبلورر (وايس) تلسكوب الفضاء سيساعد على تحديد وجودها في غضون عامين.
ووفقا لجون ماتيزي فقد تشكل هذا الكوكب من نجوم أخرى ، إلا أن مجال جاذبية الشمس سيطر عليها.
ويقدر العلماء أن تايكي يتكون بالكامل تقريبا من الهيدروجين والهليوم وأن غلافه الجوي مشابه جدا لكوكب المشترى.
ولكن الاستنتاج في هذه الدراسة مثير للجدل للغاية ، وبعد الإعلان عن الاكتشاف الذي قدمته مجلة الإندبندنت البريطانية، حيث اجتمع الفريق حول تلسكوب وايز وقدم عدد من الملاحظات تدعم أو تدحض فرضية جون ماتيزي ودانيال ويتمير، وقد سارعوا إلى إصدار نفى على صفحة الفيس بوك الخاصة به وأشار إلى أنها مجرد شائعة.
2012: حسابات رودني جوميز
وأظهرت دراسة أجراها رودني جوميز، وجود كوكب حجمه أربعة أضعاف حجم الأرض يمكن أن يكون وراء نبتون وأنه بعيد جدا بحيث لا يمكن اكتشافها بسهولة بواسطة التلسكوب الأرضية ، قد يكون كوكب غير مرئي مؤثر الجاذبية على الأجسام الصغيرة في حزام كويبر، مما يساعد على شرح مدارات خاصة غامضة ببعض هذه الكائنات.
وقام عالم الفلك جوميز بتقديم نماذج الكمبيوتر في المرصد الوطني البرازيلي في جانيرو والتي أنجزت مؤخرا مما يشير إلى وجود كوكب بعيد في اجتماع للجمعية الفلكية الأمريكية في النطاق الشجري لودج، أوريغون، في مايو 2012 حيث وجد علماء الفلك الذين حضروا العرض أن حجج غوميس مقنعة، لكنهم قالوا إن هناك حاجة إلى المزيد من الأدلة قبل اعتبار الكوكب الافتراضي حقيقيا.
في دراسته، قام عالم الفلك بتحليل مدارات 92 قطعة من حزام كويبر بما في ذلك سدنا ، ثم قارن نتائجه مع المحاكاة المختلفة لتوزيعها، مع وجود وغياب كوكب جديد. إذا لم تكن هناك عوالم بعيدة، يخلص غوميز إلى أن النماذج لا تنتج مدارات محددة بما فيه الكفاية لستة من الكائنات المدروسة.
ومع ذلك فإن قطر الجسم الافتراضي ليس مؤكد ، حيث يعتقد جوميز أنه كوكب بحجم نبتون، أي نحو أربعة أضعاف حجم الأرض؛ وتقع على بعد حوالي 260 مليار كيلومتر من الشمس (حوالي 1500 مرة المسافة بين الأرض والشمس)، قد تكون كافية. ولكن كوكب بحجم المريخ أو بحجم الأرض مع مدار غريب مناسب أيضا وفي هذه الحالة، فإن الكوكب يكون في بعض الأحيان نحو 8 مليارات كيلومتر من نجمنا. وفد أشار جومبز إلى أنه يعتقد أن الكوكب كان يتجول في النظام الشمسي قم استولت عليه جاذبية الشمس، أو أن شكلها أقرب إلى نجمنا قبل أن يتم إخراجه إلى النظام الشمسي الخارجي.
ومع ذلك، فإنه سيكون من الصعب جدا العثور على كتلته لأنه يمكن أن يكون مظلم جدا، وحسابات جوميز لا تحدد الموقف المحتمل لهذا الكوكب، والتي يمكن أن يكون في أي مكان.
2014: الحدود التي فرضتها WISE
وفقا لمقال كتبه كيفن لومان نشر في أوائل عام 2014، قامت WISE بعمل دراسة جعلت من الممكن استبعاد أي كوكب من كتلة مماثلة لتلك التي من كوكب المشتري إلى أقل من 82,000 UA . (~ 1,3 a.l.), وأي كتلة كوكب مماثلة لزحل التي أقل من 28.000 UA(~ 0.42 سنة ضوئية) وبعدها عن كتلة المشتري أقل من 26.000 UA .
2014: العلامة الجيدة في مدار VP113 2012.
عندما تم اكتشاف سدنا ، أثار عدد من التساؤلات حول مصدرة ، وكان الحل الأكثر وضوحا لتحديد المدار المحدد لسدنا هو إيجاد العديد من الكائنات في المناطق المماثلة وتوفير التكونيات المدارية لتحديد المؤشرات حول ماضيهم وإذا تعطل مدار سدنا في المدار عن كوكب نبتون فقد كان هناك عدد من العناصر الاحرى في المنطقة التي بها انخفاض مماثل مثل سدنا (حوالي 80 وحدة فلكية)
.
في عام 2014، أعلن علماء الفلك اكتشاف 2012 VP113، وكان هناك كائن غريب في هذا المدار الغريب الخاص بسدنا ، على مسافة 80 وحدة فلكية، مما يجعله على بعد الكيانات المعروفة في النظام الشمسي المنخغص ، وقد طرح الباحثون تساؤلا للتفكير فيه.
وطبقا لما ذكرته صحيفة الغارديان وموقع Science.com أنه من الممكن ان يكون الجسم في حجم المريخ والأرض أو حتى أكبر من ذلك بكثير للنظام الشمسي الخارجي والذي تناول التشوهات في مدار VP113 وسدنا، ولكن الكائنات الأخرى في حزام كويبر
وتم حساب مدار VP113 2012 مع تلسكوب 6.5 متر في مرصد لاس كامباناس في شيلي، وكذلك سدنا وعشرة (كائنات كوبيربعيدة أخرى) (إن أي وجود حضيض شمسي يزيد عن 30 وحدة فلكية ومحور شبه رئيسي لأكثر من 150 وحدة فلكية: 2010 GB174، 2004 VN112، 2000 CR105، 2005 RH52، 2003 HB57، 2007 TG422، 2002 GB32، 2007 VJ305، FP185)، وقام علماء الفلك باكتشاف غبر متوقع.
وقال الفلكي الذي اكتشف VP113، سكوت س. شيبارد، إن النجوم الإثني عشر «لها نفس التكوين المداري بالضبط: فهي جميعا تمر بالقرب من الشمس عندما تعبر الطريق من الجنوب إلى الشمال».
بالنسبة إلى أليساندرو موربيديلي، كان ينبغي أن تتغير النجوم قليلا، وينبغي أن يكون للمدارات توجهات مختلفة. والتي يحتمل أن يكون لها نفس التكوين وهو واحد من عشرة ملايين. وهذه الكيانات بعيدة جدا عن أن تأثير نبتون، وفي الوقت نفسه لا يكفي أن تتأثر قوى المد المجرة. وفقا لهذا الفلكي،" لإغلاق هذا المدار من هذا النوع" " يتطلب الأمر تأثير " كوكب كبير" في الخصائص المدارية الملاحظة والتي من شأنها أن تبقي النجوم الصغيرة في أعقابها. وستكون عمليات المحاكاة في مرصد نيس متوافقة مع فرضية الكوكب الجديد.
2016: فاتي ، الكوكب التاسع، الذي يفوق الأرض بعشرين مره وأبعد من نبتون؟
في 20 يناير 2016، نشرت كونستانتين باتيجين ومايكل براون مقالة في مجال العلوم الفلكية التي أشارت إلى إمكانية وجود كوكب إضافي على مسافة طويلة من الشمس.
وبشكل مؤقت وغير رسمي أطلق عليه اسم «فاتي» 66، 67، 68. وقد استعرض هذه المادة أيضا أليساندرو موربيديلي، الفلكي الديناميكي لمرصد نيس. وهذه الدراسة التي بدأت بها هذه المقالة هي الملاحظة التي أثارها بالفعل تروخيو وبروان في عام 2014 ودراسة مدار العديد من كائنات عبر نيبتون
وكان للحدود الشمسية عدد من الحجج ((موقف الزاوي فيما يتعلق الشمس) وطبقا لهذه المقالة، هناك فقط 0.007٪ احتمال أن هذا التجمع يرجع إلى الصدفة على الكوكب «فاتي» وقد أعلنا رسميا أن الكوكب «نيوف 70» («الكوكب التاسع» في النسخة الأصلية).
ووفقا لعدد الأجسام من حيث مسافة الشمس المحددة من قبل المؤلفين سيكون بين 300 و 600 وحدات فلكية من الشمس، ولن يكون قربها من الشمس أقل من 200 وحدة فلكية، وسيكون لها فترة المدارية من خمسة عشر إلى عشرين ألف سنوات. سيكون لها كتلة تفوق حجم الأرض عدد من المرات وبالتالي تفوق حجم الأرض أو تماثل نبتون.
وكان كوكب بلوتو ، الذي يعتقد أنه «الكوكب العاشر» والذي اكتشف م 1930، ثبت أنه مجرد جسم متواضع الحجم بين العديد من الكيانات الأخرى في حزام كويبر، وتم إعادة تصنيفه ككوكب قزم في 24 أغسطس 2006 في الجمعية العامة ال 26 الاتحاد الفلكي الدولي.
النتيجة
 
وكان كوكب بلوتو ، الذي يعتقد أنه «الكوكب العاشر» والذي اكتشف م 1930، ثبت أنه مجرد جسم متواضع الحجم بين العديد من الكيانات الأخرى في حزام كويبر، وتم إعادة تصنيفه ككوكب قزم في 24 أغسطس 2006 في الجمعية العامة ال 26 الاتحاد الفلكي الدولي.
ومع ذلك، فإن الشكوك حول الكوكب العاشر قد وضعت بالفعل بمجرد اكتشافه، وكان هناك اعتقاد أنه تم اكتشاف الكوكب المرافق تشارون في عام 1978، وكثير من الأشياء الأخرى من حزام كويبر منذ عام 1992
وقد تم اعتماد العديد من الكيانات الأخرى ومع ذلك، فإن الشكوك حول اسم الكوكب العاشر قد وضعت بالفعل بمجرد اكتشافها 72، شكوك أن اكتشاف رفيقها الكبير تشارون في عام 1978، وكثير من الأشياء الأخرى من حزام كويبر منذ عام 1992 أكد بشكل قاطع.
وقد عمدت العديد من الأجسام الأخرى التي اكتشفت في العقد الأول من القرن الماضي، بما في ذلك سدنا وخاصة إريس ، إلى «الكوكب العاشر» عندما تم اكتشافها، لم يكن لها هذا الوضع رسميا. إريس، وكذلك سيريس (كويكب من الحزام الرئيسي)، وأصبحت هوميا وماكيماك، تصنف الآن ككواكب قزمة مثل بلوتو، وتوضع (خارج سيريس) في فئة بلوتويدس.
على الرغم من الدراسات المختلفة التي قام بها العديد من علماء الفلك، لم يتم تأكيد أي كوكب ترانسنيبتوني كبير حتى الآن من خلال الملاحظة (فبراير 2017). واريس وكذلك سيريس (كويكب من الحزام الرئيسي)، هوميا وماكيماك، تصنف الآن ككواكب قزمة مثل بلوتو، وتوضع (خارج سيريس) في فئة بلوتويدس.
على الرغم من الدراسات المختلفة التي قام بها العديد من علماء الفلك، إلا أنه لم يتم تأكيد وجود أي كوكب عبر نبتون كبير من خلال الملاحظات التي وضعت في فبراير 2017.
الكوكب العاشر في الثقافة:
الخرفات المرتبطة بالكوكب العاشر :
الكاتب زكريا سيتشين في كتابه الكوكب الثاني عشر، ووصف هذا الكوكب باسم مردوخ كما هو عليه من منذ فترة طويلة ، ومدار بيضاوي الشكل داخل النظام الشمسي كل 3600 سنة والتي تسبب التغيرات في القطبين والكوارث الأرضية الأخرى.
وبفضل معرفته باللغات السومرية والسامية واللغات القديمة الأخرى، وبفضل أبحاثه ودراسة البيانات الأثرية والكتابية التي جمعت أكثر من 150 عاما، قدم أطروحته التي اعتمدت على الألهه المعروفة في جميع الأساطير القديمة الموجودة في شكل حقيقي ، وكان الألهه يختلفون عن البشر ، الذين جاءوا إلى هنا من الكوكب العاشر، وأطلق على الكوكب العاشر في الصحافة الشعبية اسم مردوخ من قبل السومريين.
ووفقا لسيتشين، فقد أنشأوا وراثيا جنسنا البشري أصلا كعبيد للعمل في مناجم الذهب، وانتقلت جيناتهم مع جينات الإنسان منتصب القامة.
تعتبر الأحداث بما في ذلك «الآلهة» من الأيام القديمة والتكنولوجيا الحالية التي تم التوصل لها كانت خرافة سابقة، يدعي سيتشين وآخرون إثبات حقيقة نظرياتهم من خلال التحف والوثائق من مكتبة كبيرة من أسوربانيبال في نينوى، فضلا عن مصادر أخرى، مشيرا إلى أنها تظهر التكنولوجيا والمعرفة العلمية في وقت مبكر في وقتهم.
ووفقا لسيتشين، فإن هذه الوثائق القديمة تشير إلى أن المجتمع البشري قد أنشئ في سومر تحت وصاية هذه الآلهة وأن الملوك تم تعيينهم كوسطاء، ممثلين عن الجنس البشري قبل أنوناكيس. وهذه الحضارات القديمة لم تتحدث عن أنوناكيس كآلهة ولكن كقادة.
هذا الكوكب العاشر لا يزال يعتبر من العلوم الزائفة لدى معظم العلماء والمؤرخين، في حين أن النظريات حول نهاية العالم و / أو التحولات الروحية، التي نقلها العصر الجديد، تحظى بشعبية مع البعض. وكان من بين أولئك الذين يعلقون على هذه النظرية مارك هازلوود، الذي أعلن أن هذا الحدث سيحدث في مايو 2003 في كتابه بلينددزيد. وقد تزايد بعد متوسط زلزال عام 2004 في الهند، ويرى البعض هذا السيناريو مترتبط بنبوءات صراع الفناء وفقا للقديس يوحنا، على الرغم من أن رؤية نهاية العالم من وجهة نظر معظم المسيحيين لا تشمل «كوكب العاشر».
وقد طرح زيشاريا سيتشين تاريخه الخاص لممر كوكب مردوك القادم في عام 2085، ولكن التاريخ الذي يتحدث عنه معظم الناس كان في 21 ديسمبر 2012، وفي نهاية تقويم المايا تم التصديق على هذه الفرضية مؤخرا تاريخه الخاص لممر مردوك القادم في عام 2085، ولكن التاريخ الذي يتحدث عنه معظم الناس هو 21 ديسمبر 2012، ونهاية تقويم المايا حكم عليه مختلف القئات العمرية الجديدة بأن هذا الأمر مستحيل ببساطة.
ويدعم الصحفي والكاتب مارشال ماسترس في إحدى كتبه نظرية وجود كوكب العاشر الذي يعينه مردوخ (ماردوق) في النظام الشمسي. وقد افترضت دراسته أن تلسكوب القطب الجنوبي في القارة القطبية الجنوبية قد تم بناءه لمراقبة هذا الكوكب الافتراضي.
وفي كتاب بعنوان «نوستراداموس أسرار نهاية العالم» تكهن الكاتب جين بندور بأن الكوكب العاشر هو الكوكب الذي وصفه اليونانيون باعتباره عدو ولا زال هناك أخرون مثل نيبيرو درسوا كوكب نهاية العالم ، ولم يكن ذلك أقل من التحول المذهل في عطارد وكان السبب الأول الذي تم وصفه هو الموضح فيما يلي: 
إن صراع الرؤيا ونمو الشمس وزيادة حرارتها بما يتناسب مع حجمها الجديد التي تمت الإشارة له في العديد من أيات الكتاب المقدس التي أشارت لذلك وطبقا لهذه الرسالة يمكن القول أن النجم العظيم يعمل على إصدار لهب هائل محمل بكثافة بالمواد الحارقة المغلفة له تماما.
ونتيجة لهذه المساهمة، نعتقد عطارد حجمه ثلاثة أضعاف، حيث وصل إلى حجم الأرض وهو معتم تماما ، وطبقا لشروق الشمس والكوكب فقد ترك مداره وتجول بحرية في النظام الشمس والمذنب الناري.
فيلموجرافيا

•	وفقا لاري نيفن، سنجد أن بيرسيفوني هو كوكب عملاق صغير مع واحد فقط القمر، كوبولد
•	وفي الفيلم السادس الذي أنتجه غودزيلا سنجد أنه أشار إلى أن اليابان يعرف باسم الكوكب العاشر وأمريكا زيانز الضخم من الكوكب العاشر بين كوكب المشتري وزحل.
•	وفي فيلم العاشر-men كان «الكوكب العاشر» هو عنوان الملحمة في هذه القصة لا يشير التعبير إلى كوكب آخر ولكن إمكانية الأرض التي كان قد تم إبادة الجميع عليها باستثناء المسوخ 
•	وفي العالم الغير مؤذي، الحلقة الخامسة من دوغلاس آدمز المجرة دليل المسافر، سنجد أن علماء الفلك اكتشفوا الكوكب العاشر وأطلقوا عليه اسم بيرسيفوني ولكن الذي هو الملقب روبرت. وفي بعض الأحيان يطلب الصحفي منجما مرموقا ما تفكر فيه، قائلا إن هذا الاكتشاف كان بلا شك مناسبة لتأكيد أن علم التنجيم كذبة، لأنه عمل لسنوات على اهمال عوامل أساسية.
•	و في الرسوم المتحركة قصيرة من وارنر بروس دودجرس في القرن ال 24، النسخة المستقبلية من دافي داك يسافر إلى كوكب العاشر (للحصول على ذرات الرغوة الحلاقة التي بدأت تنفد من الأرض). من ناحية أخرى، لا يقال أن هذا الكوكب العاشر الذي ينتمي إلى النظام الشمسي).